# Harpagonellus glaber
Harpagonellus glaber is een hooiwagen uit de familie Epedanidae.